# كول الكسندر
كول الكسندر (بالإنجليزية: Cole Alexander)‏ (9 يوليو 1989 بكيب تاون في جنوب أفريقيا - ) هو لاعب كرة قدم جنوب أفريقي في مركز الوسط. لعب مع أياكس كيب تاون وVasco da Gama F.C. ‏ وChippa United F.C. ‏ وPolokwane City F.C. ‏.